# Ljubomir Lovrić
Ljubomir Lovrić, född 28 maj 1920 i Novi Sad, död 26 augusti 1994 i Belgrad, var en jugoslavisk fotbollsspelare.
Han blev olympisk silvermedaljör i fotboll vid sommarspelen 1948 i London.